# 헨리크 메킹
헨리크 메킹(1952년 1월 23일 ~ )은 브라질의 체스 선수이며,
브라질 리우데자네이루에서 태어났다.